# Tabernas
Tabernas est une ville du sud-est de l'Espagne, dans la province d'Almería, communauté autonome d'Andalousie (la 2e plus grande province espagnole à l'extrême sud du pays).
Elle a donné son nom au désert de Tabernas où de nombreux films ont été tournés.

## Géographie

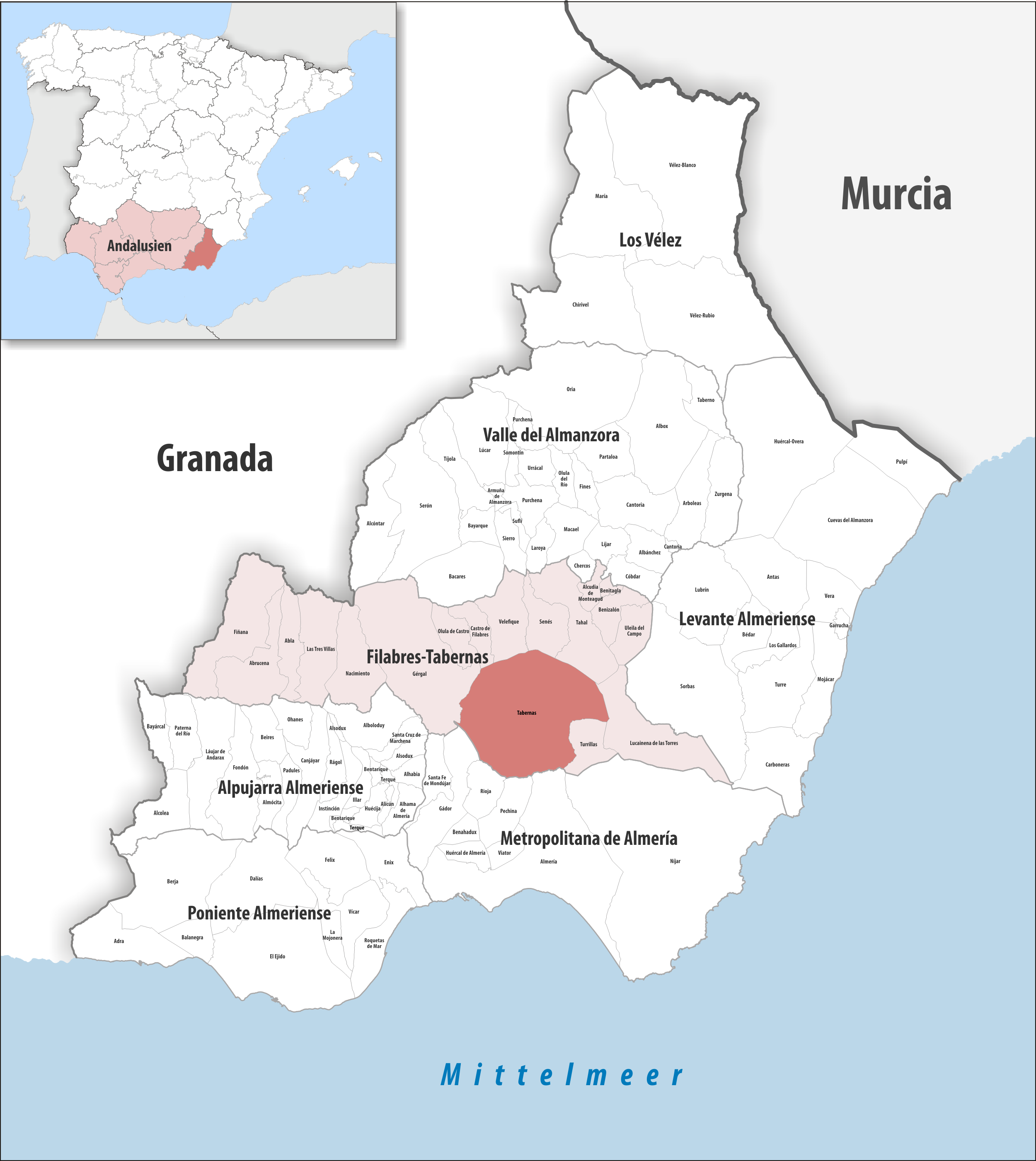
Tabernas dans la comarque Filabres-Tabernas, province d'Almería / en Andalousie

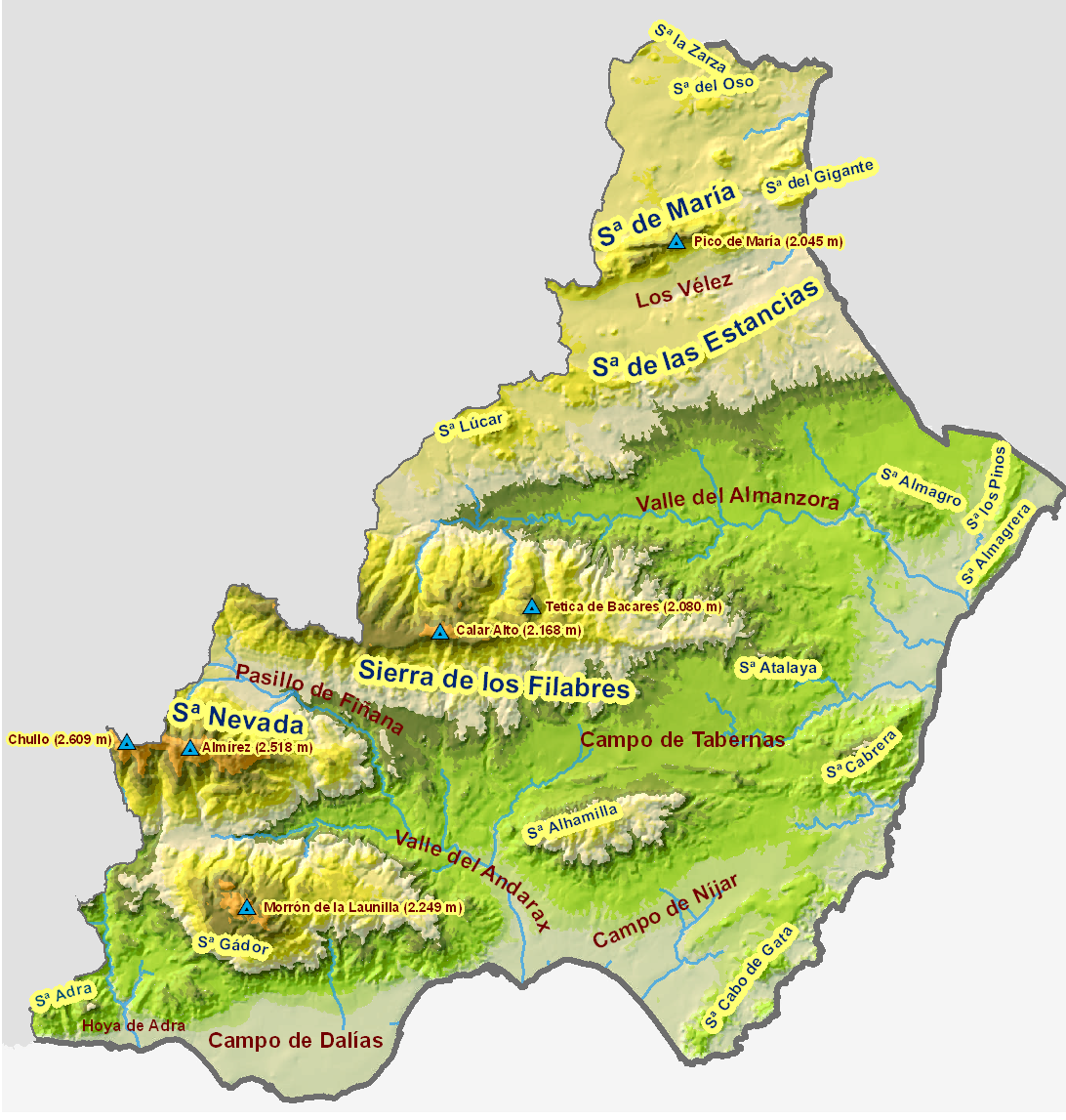
Schéma des montagnes de la province d'Almeria

### Localisation
La commune de Tabernas se trouve à peu près au centre de la province d'Almería et dans le sud-est de la comarque Filabres-Tabernas.
Almería est à 30 km sud ;
Madrid à 526 km nord-nord-ouest ;
Gibraltar à 371 km ouest-sud-ouest (distances par route).

### Généralités
La commune a une surface de 280 km2.[réf. nécessaire]
Le sud de la commune fait partie du site naturel Sierra Alhamilla (es) (Paraje natural de Sierra Alhamilla). La partie ouest de la commune est dans le site naturel du désert de Tabernas (Paraje natural del Desierto de Tabernas) – qui se trouve principalement sur la commune voisine Gérgal et s'étend aussi sur Alboloduy, Santa Cruz de Marchena et Gádor.

### Géologie
Le sous-sol est composé de marnes et de grès.[réf. nécessaire]

### Climat
Le désert de Tabernas est situé entre la Sierra de los Filabres au nord et la Sierra Alhamilla au sud-sud-est, isolant des vents humides de la mer Méditerranée, dans une zone avec peu de pluie connue sous le nom de Levante.
Une partie du désert appartient à la Sierra Alhamilla, dotée d'une végétation luxuriante composée d'un bois de chênes verts, de reboisement de pins des bois et riche d'une grande diversité ornithologique. Il y a à peine 150 ans, le désert de Tabernas était recouvert d'une grande forêt. Désormais, en raison du défrichement exercé par l’homme, ce n’est plus qu'un immense désert où l'été, la température monte très haut.
Le désert reçoit environ 24 cm de pluie par an. Les températures élevées durent toute l'année : la température moyenne est de 18 °C ; il a3000 heures d'ensoleillement par an, une des plus longues durées d'exposition au soleil possible, qui produit le climat sec et en fait un véritable désert. Ces caractéristiques sont également aggravées par l'effet de foehn (vent sec et chaud derrière une barrière montagneuse).
Le peu de pluie qui se produit est généralement torrentielle, de sorte que le terrain, en l'absence de végétation, n'est pas en mesure de conserver l'humidité. Au lieu de cela, la pluie provoque l'érosion, qui constitue le paysage caractéristique des Badlands (géomorphologie).[réf. nécessaire]

## Toponymie
On pense que son nom vient de Tabernax, Tabernae, nom donné par les légions grecques qui ont accompagné les Romains, car il a été un lieu où de nombreuses auberges et tavernes ont contribué à l'approvisionnement des troupes.[réf. nécessaire]

## Histoire

### Préhistoire et protohistoire
Le couloir de Tabernas (pasillo de Tabernas) et le couloir de Fiñana ont été étudiés de 1986 à 1988 dans le cadre du « Projet Millares », une étude approfondie du site de Los Millares. 
Pour rappel, los Milares est sur Santa Fe de Mondújar à environ 15 km (à vol d'oiseau) au sud-ouest de Tabernas ; 
il est associé à une vaste nécropole riche en artéfacts et en démonstrations de diverses coutumes associées ; et c'est le point focal de la culture de Los Millares (es) qui a ouvert sur l'âge du cuivre dans ces contrées. 

Le « Projet Millares » incluait l'étude de toute la zone alentour qui a pu être concernée par l'existence et l'évolution de ce haut-lieu du Néolithique final espagnol. 
Pour le couloir de Tabernas, la première campagne d'étude (1986-1987) s'est concentrée sur les ruisseaux (ramblas) de Senés et de Tabernas. La deuxième campagne d'étude (1987-1988), dans la sierra Alhamilla et la sierra des Filabres, s'est concentrée sur les ruisseaux de Velefique et de Gérgal.
Siret (au tournant du XXe siècle) puis le couple Georg et Vera Leisner (en) (à partir des années 1930) sont déjà passés dans la région ; ils ont enregistré un certain nombre de structures préhistoriques qui, depuis, se sont détériorées. Les prospections extensives des années 1986 à 1988 ont permis de documenter le phénomène mégalithique dans le Sud-Est pendant l'âge du cuivre.
Les sites repérés présentent une relation particulière avec le Nacimiento (es) : ils sont situés soit sur ses rives soit sur les rives des principaux ruisseaux (ramblas) qui descendent de la sierra de Baza et de la sierra Nevada. Ils démontrent une occupation allant du Néolithique au Moyen Âge. La période romaine a fourni le plus d'artéfacts : 30,8 % des échantillons recueillis. Mais les investigations de 1987/1988 ont été très fructueuses aussi pour la fin de l'âge du bronze et le premier âge du fer dans le couloir de Tabernas : 4 sites sur Gérgal, 6 sites sur Senés, 18 sites sur Tabernas et 2 sur Velefique. Au total ce sont 32 sites identifiés pour cette période dans les deux couloirs de Tabernas et de Fiñana ; auquel il faut ajouter un site découvert par Caballero Cobos (2014).

Une certaine raréfaction des vestiges et une diminution des influences méditerranéennes dans les couloirs de Fiñana et Tabernas à partir du VIIe siècle av. J.-C., montrent que les communautés sémitiques ont choisi d'autres voies de communication pour accéder à la plaine de Grenade et la vallée de Baza. Il semble que le couloir de Chirivel a été un des principaux points d'accès à la vallée de Baza –– cette route a été très fréquentée à partir du Chalcolithique ; tandis que le couloir de Frigiliana et de Zafarraya étaient les passages naturels que la communauté sémitique utilisait déjà depuis le VIIIe siècle av. J.-C. pour accéder à la plaine de Grenade.
Terrera Ventura
Le site de Terrera Ventura est au sud-ouest du bourg, à peine 1 km du centre ville. Historiquement, il est à 12 km (à vol d'oiseau) au sud de Los Millares. Terrera Ventura a lui aussi une importance stratégique : il est situé sur la voie de communication naturelle reliant Gerqal à Sorbas, et plus largement la région de la fosse de Guadix avec la dépression de Guadalentin Segura, c'est-à-dire toute une région riche en minéraux et surtout en cuivre, donc une zone de grande circulation des prospecteurs métallurgiques. 

Terrera Ventura a été occupé au moins depuis -2850 et peut-être dès -3000. Les première et deuxième phases confondues mènent jusqu'en -2250, avec un mélange de céramiques à l'ocre rouge (almagre) incisées et pointillées, et une abondante poterie lisse ; un mobilier lithique assez pauvre de racloirs et de denticulés ; et un mobilier osseux comprenant des poinçons simples et plats,. La chasse est une activité essentielle, démontrée par les vestiges dominants de lapin, chevreuil, sanglier et chèvre ; la consommation de mollusques marins est relativement fréquente. 

Intervient ensuite une transition technologique, parfois nommée « Chalcolithique l », formant une troisième phase qui dure de 2250 à -2100. La fin de la troisième phase dure de -2100 à -1950 et est marquée par l'apparition de céramique campaniforme et par des artefacts utilisant le cuivre,. 
La chasse perd de son importance, et la consommation de mollusques marins devient très marginale. 

Tout au long de ce millénaire, Terrera Ventura reste un établissement consacré à l'agriculture et au pâturage - élevage.
Le site a été fouillé de 1971 à 1976 sous la direction de Francesce Gusi-Jener et Carme Olaria-Puyoles.

### Moyen âge
Le siège constant des terres d'Almería par les pirates berbères, pendant des siècles, a forcé à maintenir les forteresses en bon état. Pour cette raison, une pétition a été faite à Charles Quint, demandant la réparation du château de Tabernas en l'an 1522, en raison de son état lamentable. Ce château en haut de la colline, réputé imprenable pendant la période musulmane, a revêtu une importance de tout premier plan vu sa situation stratégique juste derrière l'Alcazaba.[réf. nécessaire]
Il a été la résidence de Mohammed Abou-Abdallah, neveu du roi maure Al Zagal.[réf. nécessaire]
Une attaque de ces pirates eut lieu au cours de l'année 1566. Les pirates, qui avaient ancré leurs navires entre Las Negras et Agua Amarga, arrivèrent dans Tabernas le 24 septembre avant l'aube. Ils pillèrent les maisons et capturèrent environ 55 vieux chrétiens. Certains des habitants aidèrent les pirates et partirent avec eux. Ensuite, ils se dirigèrent vers Carboneras.[réf. nécessaire]
Au cours de la révolte maure de 1568, le château subit une attaque menée par 200 Maures, sous la direction de Garcia el Zaucar, d'el Nagüar et d'el Bayzi de Gérgal.[réf. nécessaire]

### XVIe–XVIIIesiècles
Après la guerre, en 1570, les Maures furent expulsés et le repeuplement fut effectué à la fin du XVIe siècle avec 25 personnes venues de l'extérieur du royaume de Grenade.[réf. nécessaire]
Vers le milieu du XVIIIe siècle, d'après le registre foncier officiel (Cadastre d'Ensenada), il y avait 2 569 habitants et le village était divisé en trois quartiers : le quartier haut, l'église de district et le quartier de la fontaine.[réf. nécessaire]

### XIXe–XXesiècles
Pendant le XIXe siècle, les mines de plomb de la Sierra Alhamilla apportèrent la prospérité à Tabernas.[réf. nécessaire]
Durant le XXe siècle, avec l'émigration des années 1960, la population a été réduite de moitié.[réf. nécessaire]

### XXIesiècle

#### Plate-forme solaire de Tabernas
La plate-forme solaire de Tabernas (es) (ou plate-forme solaire d'Almeria), la plus grande d'Europe, a été inaugurée en 1981. C'est aussi un lieu de recherche avancée dans le domaine de l'énergie solaire. Elle se trouve sur la route A349 à 7 km au nord-est de Tabernas.

## Économie
Vin de pays Desierto de Almería
Elle fait partie de la zone couverte par l'appellation « vin de pays » (es) (Vino de la Tierra) Desierto de Almería (es),
une indication géographique réglementée en 2003. 14 communes en font partie, toutes dans la province d'Almería : 
Alcudia de Monteagud, 
Benitagla,
Benizalón, 
Castro de Filabres, 
Lubrín, 
Lucainena de las Torres, 
Olula de Castro, 
Senés, 
Sorbas, 
Tabernas, 
Tahal, 
Turrillas, 
Uleila del Campo,
Velefique.

## Cinématographie
Le désert de Tabernas et ses paysages lunaires, en raison des similitudes avec les déserts nord-américains de type Far West de l'Ouest américain, avec ceux du nord de l'Afrique et les déserts arabes, a servi à partir des années 1950 et sert encore de nos jours pour le tournage de nombreux films et westerns (les westerns spaghettis) qui l'ont rendu célèbre dans le monde entier.
Texas Hollywood situé à Tabernas dans le désert de Tabernas est l'un des trois villages (poblados) de western encore en activité ; il y en avait[Combien ?] à la grande époque jusqu'en 2014. Les deux autres ne sont plus utilisés que pour un usage strictement touristique et sont Mini Hollywood (avec un zoo) et Western Leone. Les autres sont laissés à l'abandon malgré tout leur intérêt historique.[réf. nécessaire]

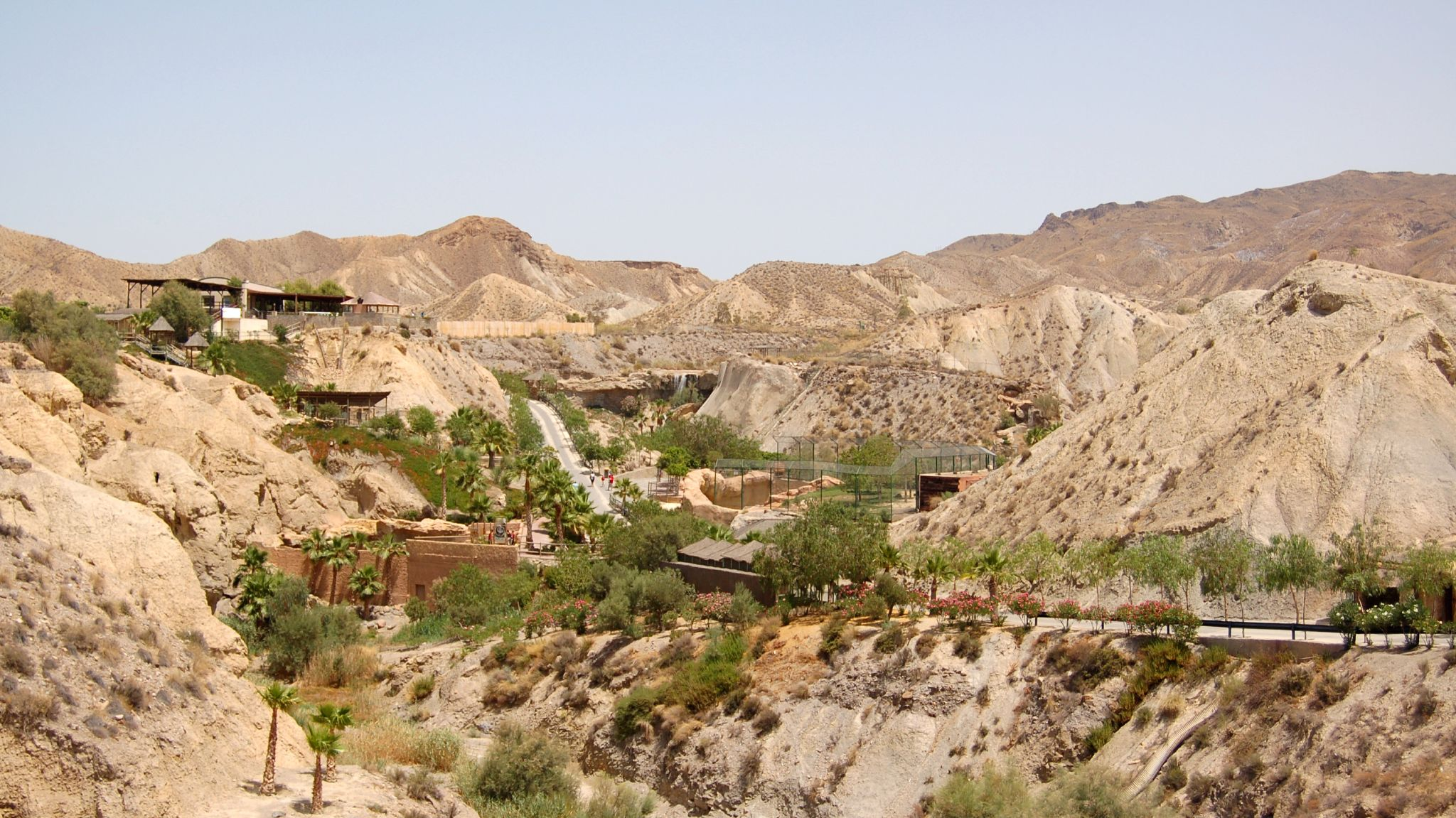
Désert de Tabernas
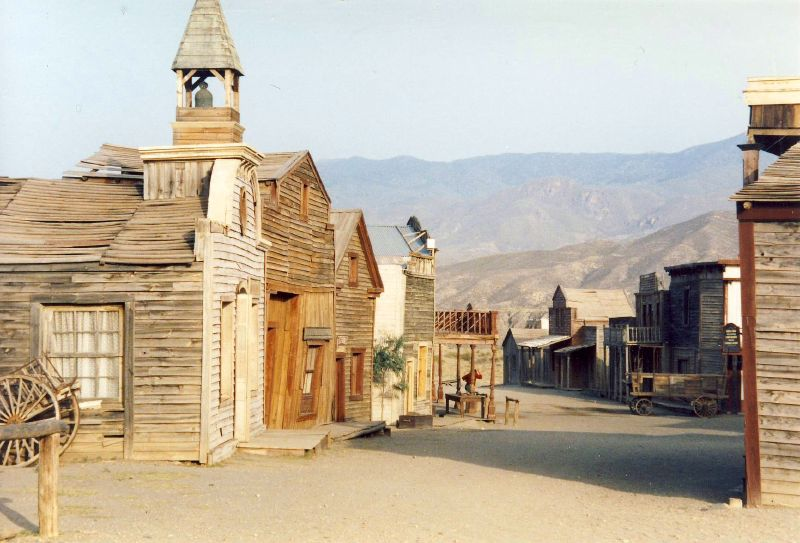
Fort Bravo, décors du film Le Bon, la Brute et le Truand

## Patrimoine
- Église Notre-Dame-de-l'Incarnation (iglesia parroquial de Nuestra Señora de la Encarnación), de style mudéjar. Elle conserve un plafond à caissons en bois.

- Chapelle de Saint Sébastien, construite sur l'emplacement d'une synagogue.

- Sanctuaire de la Virgen de las Angustias de style historiciste.

- Hôtel de Ville des XVIIIe et XIXe siècles.

- Vestiges archéologiques du château Nazari. El Zagal et les Rois catholiques se réunirent dans ce lieu et la reine Isabelle Ire de Castille, la reine catholique, y dormit. Aujourd'hui, il est en ruines.

- Vestiges archéologiques de Terrera Ventura

- Architecture des maisons blanchies à la chaux.

## Festival
- Festival de San Sebastián le 20 janvier.
- Foire en l'honneur de la sainte-patronne du village, la Virgen de las Angustias, entre le 11 et le 15 août.
- Procession de San Isidro le 15 mai.
- Festival de la Nuit des ânes qui a lieu le samedi de Pâques.